# 5896 Narrenschiff
5896 Narrenschiff è un asteroide della fascia principale. Scoperto nel 1982, presenta un'orbita caratterizzata da un semiasse maggiore pari a 2,2852422 UA e da un'eccentricità di 0,0121946, inclinata di 3,09740° rispetto all'eclittica.

## Nome
Il nome fu scelto, su suggerimento di L. R. Nemirovskij., per onorare il cinquecentenario dalla prima edizione dell'opera Das Narrenschiff (La nave dei folli) di Sebastian Brant, (1458 ca.-1521), pubblicata a Basilea nel 1494 e oggetto di numerose edizioni nei secoli successivi (26 nel solo Cinquecento). 